# 57-й отдельный сапёрный батальон
57-й отдельный сапёрный батальон  — воинская часть в Вооружённых силах СССР во время Великой Отечественной войны. Существовало два формирования батальона под одним и тем же номером.

## 57-й отдельный сапёрный Краснознамённый батальон 1-го стрелкового корпуса
В составе 1-го стрелкового корпуса принимал участие в Зимней войне, где отличился и был награждён Орденом Красного Знамени.
На 22 июня 1941 года дислоцировался в деревне Дзики близ Белостока.
В составе действующей армии с 22 июня 1941 года по 6 июля 1941 года.
22 июня 1941 года успел занять позиции в Осовецком укрепрайоне в районе деревни Попки и до 12:00, используемый как обычная пехота, сдерживал атаки противника. К 19:00 того же дня отошёл к лесу Рогенице Вельки. В ночь на 23 июня 1941 года был отведён с позиций и переброшен на восстановление разрушенных переправ через реку Бобр близ Визны, где находился штаб корпуса. 23 июня 1941 года на участке батальона противник прорвался к его позициям и сапёры вновь в течение нескольких часов удерживали противника.
Уничтожен в конце июня 1941 года в окружении под Белостоком.
6 июля 1941 года расформирован.

### Подчинение
| Подчинение по месяцам | Подчинение по месяцам | Подчинение по месяцам | Подчинение по месяцам | Подчинение по месяцам |
| Дата                  | Фронт (округ)         | Армия                 | Корпус (группа)       | Примечания            |
| --------------------- | --------------------- | --------------------- | --------------------- | --------------------- |
| 22 июня 1941 года     | Западный фронт        | 10-я армия            | 1-й стрелковый корпус | —                     |
| 01 июля 1941 года     | Западный фронт        |                       | 1-й стрелковый корпус | —                     |

## 57-й отдельный сапёрный батальон 1-го гвардейского стрелкового корпуса
Сформирован в конце 1942 года.
В составе действующей армии с 25 декабря 1942 года по 20 мая 1944 года и с 1 июля 1944 года по 9 мая 1945 года.
Прошёл всю войну в составе 1-го гвардейского стрелкового корпуса. Начал боевые действия с наступления на реке Мышкова под Сталинградом в конце декабря 1942 года, к середине февраля 1943 года вышел на Миус-фронт. Осенью 1943 года освобождал Донбасс, в конце 1943 года наступал по Южной Украине. Весной 1944 года принимает участие в Крымской операции и освобождении Севастополя, после чего выведен в резерв и переброшен в район Витебска, принимал участие в освобождении Прибалтики. Закончил войну на Курляндском полуострове.

### Подчинение
| Подчинение по месяцам | Подчинение по месяцам   | Подчинение по месяцам | Подчинение по месяцам             | Подчинение по месяцам |
| Дата                  | Фронт (округ)           | Армия                 | Корпус (группа)                   | Примечания            |
| --------------------- | ----------------------- | --------------------- | --------------------------------- | --------------------- |
| 1 января 1943 года    | Южный фронт             | 2-я гвардейская армия | 1-й гвардейский стрелковый корпус | —                     |
| 1 февраля 1943 года   | Южный фронт             | 2-я гвардейская армия | 1-й гвардейский стрелковый корпус | —                     |
| 1 марта 1943 года     | Южный фронт             | 2-я гвардейская армия | 1-й гвардейский стрелковый корпус | —                     |
| 1 апреля 1943 года    | Южный фронт             | 2-я гвардейская армия | 1-й гвардейский стрелковый корпус | —                     |
| 1 мая 1943 года       | Южный фронт             | 2-я гвардейская армия | 1-й гвардейский стрелковый корпус | —                     |
| 1 июня 1943 года      | Южный фронт             | 2-я гвардейская армия | 1-й гвардейский стрелковый корпус | —                     |
| 1 июля 1943 года      | Южный фронт             | 2-я гвардейская армия | 1-й гвардейский стрелковый корпус | —                     |
| 1 августа 1943 года   | Южный фронт             | 2-я гвардейская армия | 1-й гвардейский стрелковый корпус | —                     |
| 1 сентября 1943 года  | Южный фронт             | 2-я гвардейская армия | 1-й гвардейский стрелковый корпус | —                     |
| 1 октября 1943 года   | Южный фронт             | 2-я гвардейская армия | 1-й гвардейский стрелковый корпус | —                     |
| 1 ноября 1943 года    | 4-й Украинский фронт    | 2-я гвардейская армия | 1-й гвардейский стрелковый корпус | —                     |
| 1 декабря 1943 года   | 4-й Украинский фронт    | 2-я гвардейская армия | 1-й гвардейский стрелковый корпус | —                     |
| 1 января 1944 года    | 4-й Украинский фронт    | 2-я гвардейская армия | 1-й гвардейский стрелковый корпус | —                     |
| 1 февраля 1944 года   | 4-й Украинский фронт    | 2-я гвардейская армия | 1-й гвардейский стрелковый корпус | —                     |
| 1 марта 1944 года     | 4-й Украинский фронт    | 2-я гвардейская армия | 1-й гвардейский стрелковый корпус | —                     |
| 1 апреля 1944 года    | 4-й Украинский фронт    | 51-я армия            | 1-й гвардейский стрелковый корпус | —                     |
| 1 мая 1944 года       | 4-й Украинский фронт    | 51-я армия            | 1-й гвардейский стрелковый корпус | —                     |
| 1 июня 1944 года      | Резерв Ставки ВГК       | 51-я армия            | 1-й гвардейский стрелковый корпус | —                     |
| 1 июля 1944 года      | 1-й Прибалтийский фронт | 51-я армия            | 1-й гвардейский стрелковый корпус | —                     |
| 1 августа 1944 года   | 1-й Прибалтийский фронт | 51-я армия            | 1-й гвардейский стрелковый корпус | —                     |
| 1 сентября 1944 года  | 1-й Прибалтийский фронт | 51-я армия            | 1-й гвардейский стрелковый корпус | —                     |
| 1 октября 1944 года   | 1-й Прибалтийский фронт | 51-я армия            | 1-й гвардейский стрелковый корпус | —                     |
| 1 ноября 1944 года    | 1-й Прибалтийский фронт | 51-я армия            | 1-й гвардейский стрелковый корпус | —                     |
| 1 декабря 1944 года   | 1-й Прибалтийский фронт | 51-я армия            | 1-й гвардейский стрелковый корпус | —                     |
| 1 января 1945 года    | 1-й Прибалтийский фронт | 51-я армия            | 1-й гвардейский стрелковый корпус | —                     |
| 1 февраля 1945 года   | 1-й Прибалтийский фронт | 51-я армия            | 1-й гвардейский стрелковый корпус | —                     |
| 1 марта 1945 года     | 2-й Прибалтийский фронт | 51-я армия            | 1-й гвардейский стрелковый корпус | —                     |
| 1 апреля 1945 года    | 2-й Прибалтийский фронт | 51-я армия            | 1-й гвардейский стрелковый корпус | —                     |
| 1 мая 1945 года       | 2-й Прибалтийский фронт | 51-я армия            | 1-й гвардейский стрелковый корпус | —                     |

## Другие инженерные и сапёрные подразделения с тем же номером
- 57-й гвардейский отдельный сапёрный батальон
- 57-й отдельный инженерный батальон
- 57-й отдельный инженерно-сапёрный батальон
- 57-й отдельный штурмовой инженерно-сапёрный батальон